# Осмоловичи (Брестская область)
Осмо́ловичи (бел. Асмолавічы) — деревня в Кобринском районе Брестской области Белоруссии. Входит в состав Городецкого сельсовета.
По данным на 1 января 2016 года население составило 13 человек в 11 домохозяйствах.

## География
Деревня расположена в 28 км к северо-востоку от города Кобрин, 9 км от станции Городец и в 72 км к востоку от Бреста.
На 2012 год площадь населённого пункта составила 0,51 км² (51 га).

## История
Населённый пункт известен с 1786 года. В разное время население составляло:
- 1897 год: 33 двора, 198 человек;
- 1905 год: 194 человека;
- 1921 год: 25 дворов, 97 человек;
- 1940 год: 210 человек;
- 1970 год: 136 человек;
- 1999 год: 28 хозяйств, 52 человека;
- 2005 год: 22 хозяйства, 33 человека;
- 2009 год: 19 человек;
- 2016 год[2]: 11 хозяйств, 13 человек;
- 2019 год[1]: 9 человек.